# Copa Federación de Fútbol Sala femenino
La Copa Federación Madrileña fue una competición oficial de fútbol Sala, organizada por la FMFS que se jugó por única vez en el año 2012. Se celebró en lugar del Trofeo de la Comunidad de Madrid, que no se hizo por desavenencias entre la FMFS y la CAM.
| Temporada | Campeón                      | Subcampeón            | Resultado |
| 2011      | Atlético Madrid Navalcarnero | FS Ciudad de Alcorcón | 5-0       |